# 米寿

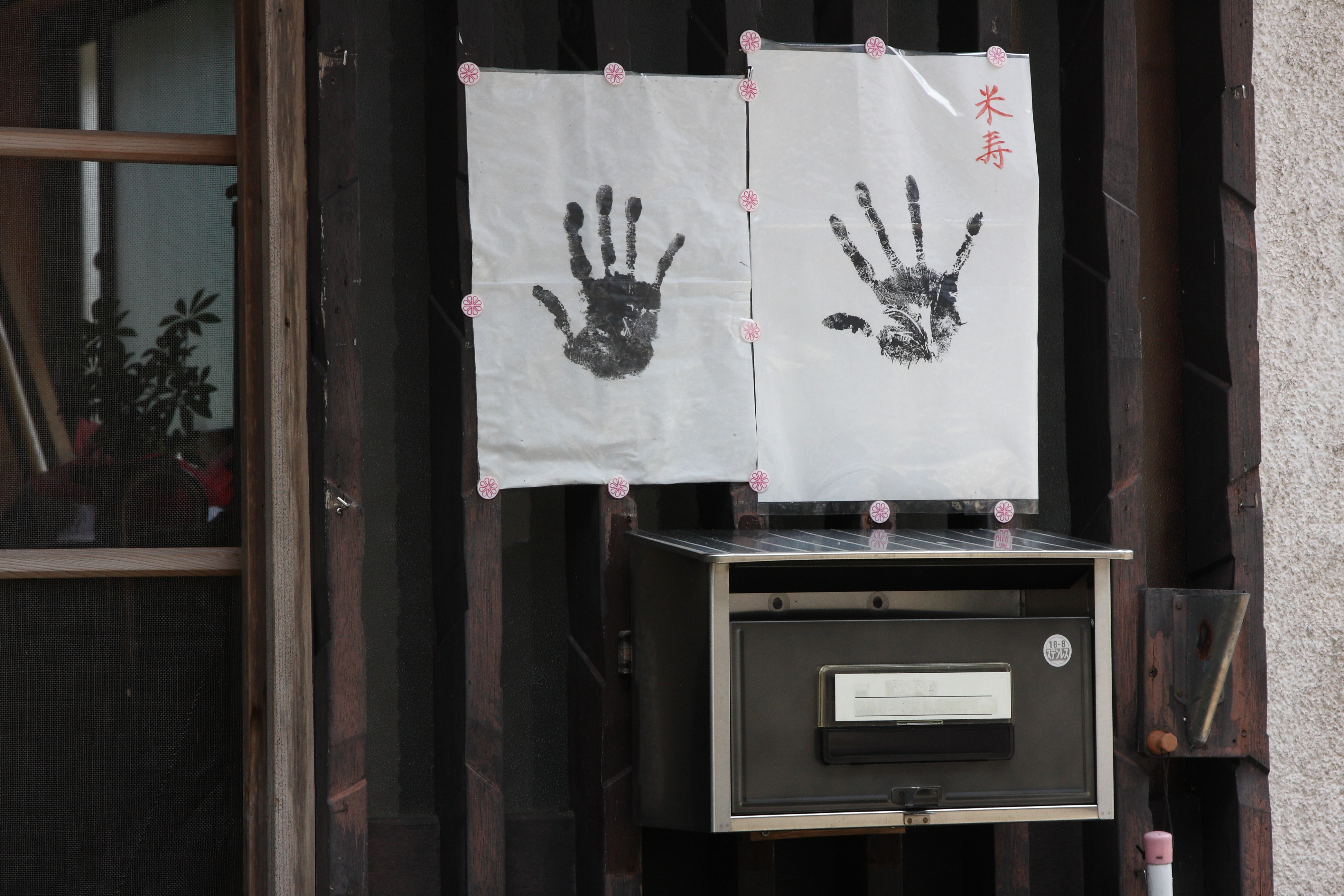
玄関に貼られた米寿を祝う手形（三重県尾鷲市須賀利町）
近畿地方に広く見られた風習であるが、多くの地域では既に失われている。

米寿（）は、年祝い（算賀、賀の祝い）の一つ。88歳に当たる。米の祝い（）とも言われる。

## 概説
米寿という名は、「米」の字を分解すると「八十八」になることに由来する。
長生きを祝う賀寿について、本来は数え年で祝うものとされたが、還暦以外は満年齢で置き替えて祝うことが多くなったとされる。一方で年齢のお祝いとして、数え年、満年齢のいずれでも差し支えないとするものもある。地域によっても慣習は異なる。
江戸時代以降は、親類縁者を招き、長寿と家門の繁栄を喜ぶ祝宴が催されるようになった。その際、参会者に枡の斗掻（枡に盛った穀物を平らに均すために用いる短い棒）や火吹き竹を贈る習俗があった。
沖縄県では一般にトーカチ祝いと呼ばれるが、「トーカチ」とは斗掻のことである。宮古島では、現在も参会者に斗掻を贈る習俗が残っている。